# Frank Martin
Frank Martin (Genf, 1890. szeptember 15. – Naarden, Észak-Holland, 1974. november 21.) svájci zeneszerző.

## Élete
Genfben született és itt is végezte zenei tanulmányait. Első művét, a Leconte de Lisle költeményére írt Trois poémes payenst  1911-ben mutatta be a Svájci Zeneszerzők Szövetségének genfi fesztiválján. 1923 és 1925 között Párizsban ismerkedett meg az újabb zenei irányzatokkal. 1927 és 1937 között a Kamaratársulat (Societé de Musique de Chambre) zongoristája és csemballistája volt. Tanított és igazgató is volt a Dalcroze Intézetben. 1933-tól 1939-ig az általa létrehozott Modern Zenei Technikum igazgatói tisztségét viselte. 1943 és 1946 között a Svájci Zeneszerzők Szövetségének volt az elnöke. 1946-tól a hollandiai Amszterdamban, 1958-tól Leydenben élt, ugyanakkor párhuzamosan a kölni konzervírtóriumban is oktatott. 1960-ban a genfi és a lausanne-i egyetemek díszdoktorukká választották. 1974-ben hunyt el 84 éves korában.

## Művei
Kompozíciói a francia hagyományokat, César Franck és Gabriel Fauré stílusát követik. Az 1920-as években ritmikai kísérleteket folytatott, majd 1930 után próbálkozott a tizenkétfokú technikával is. 1940-ben született meg Le Vin herbé című kantátája, amely már egyéni érett stílusát mutatja. Nagy sikert is aratott, akárcsak a Petite symphonie concertante. Műveinek szélesen áradó dallamossága, választékos harmóniavilága, igényes kontrapunktikája hűségesen fejezik ki lírai, olykor miszitkus tartalmú mondanivalóját.